# Кинтана (Бразилия)
Кинтана (порт. Quintana)  —  муниципалитет в Бразилии, входит в штат Сан-Паулу. Составная часть мезорегиона Марилия. Входит в экономико-статистический  микрорегион Тупан. Население составляет 5631 человек на 2006 год. Занимает площадь 319,759 км². Плотность населения — 17,6 чел./км².

## История
Город основан 1 декабря 1948 года.

## Статистика
- Валовой внутренний продукт на 2003 составляет 35.887.677,00 реалов (данные: Бразильский институт географии и статистики).
- Валовой внутренний продукт на душу населения на 2003 составляет 6.472,08 реалов (данные: Бразильский институт географии и статистики).
- Индекс развития человеческого потенциала на 2000 составляет 0,741 (данные: Программа развития ООН).